# Canariognapha parwis
Genre
Espèce
Canariognapha parwis, unique représentant du genre Canariognapha, est une espèce d'araignées aranéomorphes de la famille des Gnaphosidae.

## Distribution
Cette espèce est endémique de la Grande Canarie aux îles Canaries en Espagne,.

## Publication originale
- Wunderlich, 2011 : Extant and fossil spiders (Araneae). Beiträge zur Araneologie, vol. 6, p. 1-640.